# Фебида
Фебида (грч. Φοιβίδας) био је спартански војсковођа из 4. века п. н. е.

## Биографија
Године 382. п. н. е. предузео је поход на Беотију и искористио сукоб између про-спартанске и анти-спартансе странке у Теби како би добио приступ у град и освојио Кадмеју, градску акрополу. Захваљујући томе Спарта је повратила контролу над Тебом. За ову акцију Фебида није имао дозволу ефора те је смењен са положаја и опозван у Спарту. Тамо му је суђено, али је ослобођен кривице захваљујући интервенцији краља Агесилаја који није осудио његов чин. Следећи Фебидин пример, спартански војсковођа Сфордија је, неколико година касније, покушао освојити атинску луку Пиреј. Поход је завршен неуспехом. Фебида је умро 378. п. н. е.